# Callum Hawkins
Callum Hawkins, né le 22 juin 1992 à Elderslie, est un athlète britannique spécialiste des courses de fond et de demi-fond.

## Biographie
En 2015, Callum Hawkins termine deuxième du Great Scottish Run en 1 h 2 min 42 s derrière l'Ougandais Moses Kipsiro. Peu après, il participe à son premier marathon à Francfort et termine douzième en 2 h 12 min 17 s remportée par l'Éthiopien Sisay Lemma.
Le 24 avril 2016, Callum Hawkins termine huitième du marathon de Londres en 2 h 10 min 52 s avec la surprise de terminer devant le détenteur du record du monde sur marathon le Kényan Dennis Kimetto. Le 21 août, il court pour la Grande-Bretagne et termine neuvième de l'épreuve en 2 h 11 min 52 s. Le 11 décembre, il termine troisième des Championnats d'Europe de cross-country en 27 min 49 s.
Le 15 avril 2018, il est en tête du marathon des Jeux du Commonwealth avec un peu plus de 2 minutes d'avance sur l'Australien Michael Shelley quand il sera victime d'une terrible défaillance qui l'amènera à abandonner. Des critiques sont émises sur l'organisation de la course par la lenteur des secouristes à aider Hawkins.

## Palmarès
| Année | Compétition                            | Lieu           | Place | Épreuve       |
| ----- | -------------------------------------- | -------------- | ----- | ------------- |
| 2015  | Great Scottish Run                     | Glasgow        | 2e    | Semi-marathon |
| 2015  | Marathon de Francfort                  | Francfort      | 12e   | Marathon      |
| 2016  | Marathon de Londres                    | Londres        | 8e    | Marathon      |
| 2016  | Jeux olympiques                        | Rio de Janeiro | 9e    | Marathon      |
| 2016  | Championnats d'Europe de cross-country | Chia           | 3e    | Cross-country |
| 2017  | Semi-marathon de Marugame              | Marugame       | 1er   | Semi-marathon |
| 2017  | Semi-marathon de New York              | New York       | 2e    | Semi-marathon |
| 2017  | Championnats du monde d'athlétisme     | Londres        | 4e    | Marathon      |
| 2018  | The Big Half                           | Londres        | 3e    | Semi-marathon |

## Records
| Épreuve       | Performance    | Date           | Lieu      |
| ------------- | -------------- | -------------- | --------- |
| 3 000 m       | 8 min 13 s 02  | 4 mai 2010     | Stretford |
| 5 000 m       | 14 min 11 s 60 | 15 avril 2011  | Walnut    |
| Semi-marathon | 1 h 0 min 0 s  | 5 février 2017 | Marugame  |
| Marathon      | 2 h 8 min 14 s | avril 2019     | Londres   |